# M16.1
Die M16.1 (kroatisch/bosnisch Magistralna cesta bzw. serbisch Магистрални пут/Magistralni put) ist eine Magistralstraße in Bosnien und Herzegowina. Sie führt von Klašnice, einem Ortsteil von Laktaši, über Prnjavor nach Derventa.